# Ushuaia
«Ушуа́я» (исп. Ushuaia) — трёхпалубное круизное судно, построенное на верфи American Shipbuilding Co. в Толидо, США, в 1970 году для Национального управления океанических и атмосферных исследований и получившее название Researcher. В 2000-х годах судно было перестроено в круизное и переименовано в честь аргентинского города Ушуая на Огненной Земле.

## История
Судно было заложено на верфи  в 1968 году в Толидо (США). Поставлено NOAA, где служило двадцать шесть лет под названиями Researcher и Malcolm Baldridge. В 2002 году продано Аргентине и прошло модернизацию. В Аргентине судно было задействовано в качестве ледокольно-круизного судна на маршруте Ушуая — Антарктический полуостров — Ушуая.

## Инциденты
4 декабря 2008 года «Ушуая» наскочила на скалу в районе залива Вильгельмина. Эвакуацию провели чилийские и аргентинские военные. Судно было отведено в док для ремонта.